# Анна Каренина (мюзикл, 2000)
«А́нна Каре́нина» — фино-российский мюзикл на либретто и стихи Йотарка Пеннанену и Татьяны Калининой, музыку Владислава Успенского. Основан на одноимённом романе Л. Н. Толстого. Премьера состоялась 20 сентября 2000 года в «Городском театре» города Лахти, Финляндия.

## История
В 1999 году в Евросоюзе был объявлен конкурс на музыку к спектаклю «Анна Каренина». Эта идея принадлежит финскому театральному деятелю и режиссёру Йотарку Пеннанену. Из десятков кандидатов жюри выбрало победителя — петербургского композитора Владислава Успенского. Проект был презентован летом того же года в Елагином дворце, а спустя полгода в Финляндии началась работа над постановкой.
Премьера состоялась 20 сентября 2000 года в «Городском театре» финского города Лахти. За первый сезон спектакль был показан 101 раз при полных аншлагах.
Российская премьера мюзикла была приурочена к 300-летнему юбилею Санкт-Петербурга. Должна была состояться 25 мая 2003 года на сцене «Театра оперы и балета» Консерватории имени Римского-Корсакова. Но из-за отсутствия средств мюзикл был представлен лишь в концертном варианте. Официальная дата премьеры была перенесена на 14 ноября, однако денег на костюмы и декорации по прежнему не хватало. Несмотря на это премьера всё же состоялась.
30 апреля 2014 года мюзикл был поставлен на сцене петербургского «Мюзик-Холла».

## Постановки
| Город (страна)            | Театральная площадка   | Дата открытия | Дата закрытия | Кол-во спектаклей |
| ------------------------- | ---------------------- | ------------- | ------------- | ----------------- |
| Лахти (Финляндия)         | «Городской театр»      | 20.09.2000    | н.д.          | 101 (на май 2001) |
| Санкт-Петербург* (Россия) | «Театр Оперы и балета» | 14.11.2003    | 08.03.2010    | н.д.              |
| Санкт-Петербург* (Россия) | «Мюзик-Холл»           | 30.04.2014    | 30.04.2014    | 1                 |

(*) — прокат репертуарного типа

## Адаптации

### Видеоверсия
В 2003 году на DVD была выпущена видеоверсия первой российской постановки.

### Камерная версия
Для представления на небольших площадках (фестивали, музеи, библиотеки, Дома писателей, учёных и т. п.) из основной версии мюзикла была сделала специальная камерная. Она состоит из ярких сцен и ансамблей, в которых на первый план выдвинуты взаимоотношения основных героев романа.

## Награды и номинации

### Российская постановка (2003)
| Год  | Премия          | Категория              | Номинант(ы)                             | Результат |
| ---- | --------------- | ---------------------- | --------------------------------------- | --------- |
| 2003 | «Золотой софит» | Лучшая оперная роль    | Галина Сидоренко за роль Анны Карениной | Номинация |
| 2003 | «Золотой софит» | Лучшая работа дирижёра | Александр Сладковский                   | Номинация |